# 認定投票

Approval votingでは、有権者はすべての候補に対して票を投じることができる。

認定投票あるいは二分型投票、承認投票、是認投票（approval voting）は、多数決の手続きの一種である。投票者は各選択肢について是認するか否認するかの判断を別々に行う。一般的に、小選挙区制選挙で用いられるが、大選挙区制に適用することもできる。

## 用語
“approval voting”という用語の初出は Robert J. Weber による。また、1978年には政治学者の Steven Brams と数学者の Peter Fishburn によって数理的な定義と基本的な性質に関する論文が発表された。
日本語においては、「認定投票」をはじめ、いくつかの直訳と意訳が存在する。早稲田大学教授で経済政策が専門の松本保美はその著書『新しい選挙制度』のなかで、「二分型投票」という訳語を当てている。また慶應義塾大学教授の小林良彰は『公共選択』のなかで、「承認投票」という訳語を当てている。

## 手順
各々の投票者は、好きな人数の候補者に投票できるが、候補者1人当り最大1票しか投票できない。これは、候補者毎に1票入れるか否かによって「是認」か「否認」かを表明するのと同等であり、審査員が各々の候補者に与えることの出来る点数が0か1かのどちらかしかない range voting と同等である。
各候補者に投ぜられた票は候補者毎に加算され、最も多く票を得た候補が当選する。

## 例
アメリカ合衆国の州であるテネシー州の住民がその州都の位置をめぐる投票をしたとする。テネシーの人口はその4つの主要都市に集中していて、州全体に広がっている。この例では、すべての選挙民がこれら4つの都市に住んでいて、できるだけ彼らが住む都市の近くに州都が置かれるのを好むとする。
州都の候補は：
- メンフィス、州最大の都市、有権者の42%が住むが、他の都市からは遠いところに位置している
- ナッシュビル、有権者の26%が住む（実際の州都）
- ノックスビル、有権者の17%が住む
- チャタヌーガ、有権者の15%が住む

有権者の優先順位は以下のように分けられる：
| 有権者の42% (メンフィスに近い)                                | 有権者の26% (ナッシュビルに近い)                              | 有権者の15% (チャタヌーガに近い)                              | 有権者の17% (ノックスビルに近い)                              |
| ------------------------------------------------------------- | ------------------------------------------------------------- | ------------------------------------------------------------- | ------------------------------------------------------------- |
| 1. メンフィス 2. ナッシュビル 3. チャタヌーガ 4. ノックスビル | 1. ナッシュビル 2. チャタヌーガ 3. ノックスビル 4. メンフィス | 1. チャタヌーガ 2. ノックスビル 3. ナッシュビル 4. メンフィス | 1. ノックスビル 2. チャタヌーガ 3. ナッシュビル 4. メンフィス |

有権者が、2つの好みの候補に投票し、テネシーの住民が100人だとすると、結果は次のようになる： 
- メンフィス: 42 総票
- ナッシュビル: 68 総票（勝利）
- チャタヌーガ: 58 総票
- ノックスビル: 32 総票

## 性質

### クローン独立性
単記非移譲式投票では似通った候補（クローン候補）が複数いると票が分散し不利になったり、ボルタ式では逆に有利に働く場合がある等、一般には各候補者の得票は他の候補者に影響を受ける。一方、approval voting では投票者は各々の候補者毎に独立に投票投票を行うので、余計な候補者が立候補しても他の候補者の得票数に影響が出ない。

### 戦略投票との関連
ギバード・サタースウェイトの定理によると、投票者の選好（候補者に関する好みの順序）を集計して1名の当選者を決めるルールは、全候補者に当選の可能性がありかつ特定の1名の投票者の選好のみによって結果が来まるようなものでない限り、戦略投票が有効になる可能性を排除できない。
一方、approval voting においては、承認できる候補をあえて承認しなかったり、承認できない候補をあえて承認することによって投票者にとってより望ましい結果が生まれることはない。すなわち、正直に投票することが各投票者とって常に最善の戦略となる。

### 投票者にかかる負担を最小限に抑える
approval voting では、1人の投票者が各候補者に行う投票(是認か否認か)の選択は、候補者毎に独立している。つまり、別の候補者で自分が投票した内容を考慮せずに行うことが出来る。よって、投票者にかかる負担は候補者数に比例する。
各候補者を一覧するだけでも候補者数に比例する手間はかかるため、 approval voting は、投票者への負担が最も少ない選挙制度の1つであるといえる。

## 使用
実際に、approval votingを取り入れた投票方式は歴史上利用され、また現在も使用されている。
- 13世紀頃、ヴェネツィア共和国がドージェを選出することになる委員を選ぶのに、approval votingの複雑な制度とくじによる抽選を使用したのが、確認できる最古[3]。
- 国際連合での事務総長の選出における調査投票に、approval voting（賛成/棄権/反対）が用いられる[4]。
- Instant-runoff voting に似た方式の、Bucklin voting がアメリカ合衆国で数年間使用されていた。Bucklinは順位付けの方式であるが、一位の候補が過半数を獲得できない場合、次の順位の票が加算されるので、この選挙はapproval votingに似てくる。
- approval voting（賛成/反対）は、英語版ウィキペディアの裁定委員会の委員を選出するのに用いられている。実際の選出はジミー・ウェールズの判断でなされるが、信任票がコミュニティの支持に関する情報を集めるのに使われる[5]。
- 2018年には、ノースダコタ州ファーゴ市議会はアメリカ合衆国史上初めて、市議会議員選挙にapproval votingを導入した[6]。

## 比例代表への拡張
approval voting は、当選人数が複数の場合にも応用できる。もっとも単純なのは是認票を得た数が多い順に当選とする方法であるが、これは完全連記制と同様に、各党が定数分のクローン候補を擁立する事によって比例代表ではなく多数代表の性質を持つ。比例的な選挙結果を実現するために幾つかの拡張方法がある。

### Proportional approval voting (PAV)
2001年にForest Simmonsによって提案された。選挙結果に対する投票者の「満足度」を定義し、各投票者の「満足度」の総和を最大化する候補者の集合として当選者を決定する。
是認した候補者のうち {\displaystyle n}人が当選した投票者の「満足度」は {\displaystyle s_{n}}と定義される。{\displaystyle s_{n}}は任意の増加列にとれるが、Simmonsの提案では
{\displaystyle s_{0}=0\ ,\ s_{n}=1+{\frac {1}{2}}+\dots +{\frac {1}{n}}\quad (n=1,2,\dots )}
であった。これはドント方式の類推であると見なせる。
PAVの当選者決定はNP困難である。
つまり、大規模な選挙においては現実的な時間で当選者の決定を行うことが不可能であると予想されている。
PAVの例を次に示す。候補者はA,B,C,Dの4人でこのうち2人が当選するとする。
満足度は {\displaystyle s_{n}=1+{\frac {1}{2}}+\dots +{\frac {1}{n}}} によって定義されるとし、投票は次のようであったとする。
| 是認する候補の集合 | AB | AC | B | C | D |
| ------------------ | -- | -- | - | - | - |
| 投票数             | 10 | 8  | 7 | 6 | 4 |

当選者の組み合わせとしてありうるのはAB,AC,AD,BC,BD,CDの6通りで、
それぞれについて「満足度」の総和は次の表のようになる。
|        |                       | 当選者 | 当選者 | 当選者 | 当選者 | 当選者 | 当選者 |
| AB     | AC                    | AD     | BC     | BD     | CD     |        |        |
| ------ | --------------------- | ------ | ------ | ------ | ------ | ------ | ------ |
| 満足度 | AとBを是認した投票者  | 15     | 10     | 10     | 10     | 10     | 0      |
| 満足度 | AとCを是認した投票者  | 8      | 12     | 8      | 8      | 0      | 8      |
| 満足度 | Bのみを是認した投票者 | 7      | 0      | 0      | 7      | 7      | 0      |
| 満足度 | Cのみを是認した投票者 | 0      | 6      | 0      | 6      | 0      | 6      |
| 満足度 | Dのみを是認した投票者 | 0      | 0      | 4      | 0      | 4      | 4      |
| 満足度 | 全投票者の合計        | 30     | 28     | 22     | 31     | 21     | 18     |

よってBとCが当選となる。

### Sequential proportional approval voting (Sequential PAV)
トルバルド・ティエレが20世紀初頭に発明し、スウェーデンで1909年以降の短期間だけ使用されていた選挙制度である。
この方式だと票の重さは当選を出す度に {\displaystyle w_{n}=1+{\frac {1}{2}}+\dots +{\frac {1}{n}}} で逓減されいくと定義される。
Sequential PAVの例を次に示す。候補者はA,B,C,Dの4人でこのうち2人が当選するとし、投票は次のようであったとする。
| 是認する候補の集合 | AB | AC | B | C | D |
| ------------------ | -- | -- | - | - | - |
| 投票数             | 10 | 8  | 7 | 6 | 4 |

1人目の当選を決めるスコアはA, B, C, Dそれぞれ
- A 10+8=18
- B 10+7=17
- C 8+6=14
- D 4

であるから、最初に当選するのはAである。2人目の当選を決めるスコアはB, C, Dそれぞれ
- B 10/2+7=12
- C 8/2+6=10
- D 4

であるから、2人目の当選はBである。よってAとBが当選となる。
またこの手続きはOWAを用いた分析によると、前項のPAVにおける「満足度」の総和を最大化する問題の近似アルゴリズムになっていて、近似比は {\displaystyle 1-{\frac {1}{e}}} であるとする見解もある。

### Satisfaction approval voting (SAV)
2010年にSteven BramsとMarc Kilgourによって提案された方法である。
これはPAVとは異なる方法で「満足度」を定義する。各投票者が是認した候補者が1人当選することで得られる満足度は1/n(nは投票者が是認した候補者の人数)と等しくなると考える。これによりPAVよりも当選の決定が簡略化される。
SAVの例を次に示す。候補者はA,B,C,Dの4人でこのうち2人が当選するとする。
| 是認する候補の集合 | AB | AC | B | C | D |
| ------------------ | -- | -- | - | - | - |
| 投票数             | 10 | 8  | 7 | 6 | 4 |

本項にあるPAVを応用した表にすると、それぞれ次のようになる。 
|        |                       | 当選者 | 当選者 | 当選者 | 当選者 | 当選者 | 当選者 |
| AB     | AC                    | AD     | BC     | BD     | CD     |        |        |
| ------ | --------------------- | ------ | ------ | ------ | ------ | ------ | ------ |
| 満足度 | AとBを是認した投票者  | 10     | 5      | 5      | 5      | 5      | 0      |
| 満足度 | AとCを是認した投票者  | 4      | 8      | 4      | 4      | 0      | 4      |
| 満足度 | Bのみを是認した投票者 | 7      | 0      | 0      | 7      | 7      | 0      |
| 満足度 | Cのみを是認した投票者 | 0      | 6      | 0      | 6      | 0      | 6      |
| 満足度 | Dのみを是認した投票者 | 0      | 0      | 4      | 0      | 4      | 4      |
| 満足度 | 満足度の総和          | 21     | 19     | 13     | 22     | 16     | 14     |

よってBとCが当選となる。
また「満足度」の相加について、このような表にすることもできる。
|                       | A | B  | C  | D |
| --------------------- | - | -- | -- | - |
| AとBを是認した投票者  | 5 | 5  | 0  | 0 |
| AとCを是認した投票者  | 4 | 0  | 4  | 0 |
| Bのみを是認した投票者 | 0 | 7  | 0  | 0 |
| Cのみを是認した投票者 | 0 | 0  | 6  | 0 |
| Dのみを是認した投票者 | 0 | 0  | 0  | 4 |
| 全得票の合計          | 9 | 12 | 10 | 4 |

## 投票用紙の種類
approval voting に用いる投票用紙の形式はいくつかのバリエーションがある。 もっとも単純な形式は白紙の投票用紙で、支持する候補者の氏名をすべて自書する。また、あらかじめ候補者の氏名が記載されており、氏名に隣接する空欄にYes/Noのような単語を書き込む形式や、マークシート形式の投票用紙とすることも考えられる。
|  |  |  |  |